# Йозеф фон Фраунхофер
Йозеф фон Фраунхофер (на немски: Joseph von Fraunhofer) е германски учен, изобретател и предприемач, влязъл в историята на естествените науки със своите работи като физик, оптик и астроном. С неговите астрономически инструменти са били направени значителни открития. С неговите измервателни инструменти за пръв път са станали възможни точните геодезични измервания. Неговите изследвания върху вълновия характер на светлината и работите му върху спектралните линии са в основите на днешната оптическа физика. За заслуги приживе е удостоен с благородническа титла. Работите му имат ефикасна приложна насоченост и затова днес германското Дружество Фраунхофер за поощряване на приложните изследвания носи неговото име.

## Биография
Роден е на 6 март 1787 г. в Щраубинг, Долна Бавария. Израства в бедни условия заедно със своите 10 братя и сестри. Баща му е стъклар, а и майка му е от стъкларско семейство. И двамата умират рано и Йозеф още 12-годишен остава пълен сирак. Бавария по онова време е херцогство и скоро след това става кралство.
В съответствие със семейните традиции Йозеф е изпратен от настойника си на 6-годишно обучение по стъкларство в Мюнхен. Когато е на 14 години, се случва нещастие. Сградата, в която работят, се срутва и 41 майстори, калфи и чираци биват затрупани. Трима остават живи и между тях е младият Йозеф. Будното момче прави впечатление и дошлият на място курфюрст му прави щедро парично дарение.
Уцшнайдер – съпритежател на Математико-механичния институт, също забелязва талантливия чирак Йозеф и поема грижата за него. През следващите 8 години Фраунхофер до голяма степен самостоятелно продължава да натрупва превъзходни знания в оптиката и физиката и израства от чирак до съпритежател на Оптичния институт „Уцшнайдер, Райхенбах и Фраунхофер“. На 22-годишна възраст става ръководител на Оптичната работилница на Математико-механичния институт в Бенедиктбойерн (в алпийската част на Бавария), а 5 години по-късно ръководи целия институт. На 32 години Фраунхофер става извънреден професор в Баварската академия на науките, 2 години след това става почетен доктор на университета в Ерланген (1822) и след още 2 години получава назначение като хоноруван професор и уредник на Математико-физическите колекции в Мюнхен. През 1824 г. е обявен за почетен гражданин на Мюнхен.
На 37-годишна възраст Фраунхофер получава орден за граждански заслуги и бива удостоен с благородническа титла рицар (Ritter von Fraunhofer).
Йозеф фон Фраунхофер, отровен постепенно от парите на тежки метали, характерни за стъклопроизводството, умира на 39 години, отнасяйки в гроба най-ценните рецепти за изготвяне на качествени стъкла. Постиженията и заслугите му обаче биват подобаващо отбелязани от самия крал Лудвиг I, а впоследствие мюнхенчани издигат паметници на своя почетен гражданин и организират в Дойчес музеум богата музейна сбирка от неговите забележителни оптически инструменти.

## Основни постижения
Произведените от Фраунхофер оптични уреди, постиженията му в областта на измерванията и преди всичко изследванията на светлинните спектри му осигуряват безсмъртие.
Фраунхофер разработва нови сортове стъкла, както и полировъчни и шлайфмашини, с които създава оптически лещи, обективи, бинокли, далекогледи, микроскопи и телескопи с непознато дотогава качество. По проекти на Фраунхофер се конструират астрономически инструменти в различни части на света. С такъв телескоп през 1846 г. е открита планетата Нептун. Този телескоп днес е експонат в Дойчес музеум.
Приемайки вълновия характер на светлината, Фраунхофер изобретява невероятно точни методи за измерване на хроматичната дисперсия. Откритията му в тази област имат фундаментално значение за по-нататъшното развитие на оптичната физика.
Във Фраунхоферовия Математико-механичен институт са разработени измервателни инструменти с високо качество, като например теодолити за геодезически измервания. Прецизната кръгова скала и добре шлайфаните лещи позволявали измерването на ъгли с точност, която дотогава е била немислима. В резултат по онова време Бавария става геодезически най-напредналата страна в цяла Европа.
С помощта на собственоръчно изготвен точен теодолит-далекоглед с призма (това фактически е първият в историята спектрален апарат) открива повече от 500 тъмни абсорбционни линии в спектъра на слънчевата светлина. Тези линии днес се наричат „фраунхоферови линии“. Подобни линии Фраунхофер открива и при разлагането на светлината на други звезди, като при това забелязва, че при различните звезди има разлика в дебелината на тъмните линии и в разстоянието между тях. Това откритие лежи в основата на днешния спектрален анализ на химическите елементи и ни позволява да определяме състава и температурата на далечните звезди, наблюдавайки ги от земята.
Днес Дружество „Фраунхофер“ почита Йозеф фон Фраунхофер с името си и с дейността си. Това е организация, обединяваща 60 солидно оборудвани научноизследователски института на територията на Германия, 7 в САЩ, 3 в Азия и 1 в Южна Америка. Търсенето на непосредствена приложимост на резултатите от изследванията отличава това дружество от Дружеството „Макс Планк“, което от своя страна обединява институтите, посветени на фундаменталната наука.